# Arctornis asymmetricus
Arctornis asymmetricus är en fjärilsart som beskrevs av Holloway 1999. Arctornis asymmetricus ingår i släktet Arctornis och familjen tofsspinnare. Inga underarter finns listade i Catalogue of Life.